# 马来西亚学生运动
马来西亚学生运动，在第二次世界大战前已开始萌芽。1930年代初期，丹绒马林师训学院的学生，成立了反英殖民主义及争取祖国独立的马来青年会。

## 孕育发起
1940年代，设在新加坡的马来亚大学学生和反殖运动有着紧密的联系，他们和具有民族意识的新闻从业员，工会领袖等社会工作者积极参与争取祖国独立的争。新加坡的马来亚大学学生运动，一直持继至该大学於1959年迁移到吉隆坡。在吉隆坡的最初几年，学生运动的性质有了明显的改变。学生只关注校园内学生的事，特别是关於学生福利的事务。
马来西亚学生运动出现社会及政治性活动大约始於1967年。这一年发生种种事件，使1967年成为学生运动史的转捩点。自此开始，学生运动再度一步步的向前发展。在继续下来的几年中，学生发出更大的声音，在祖国的政治运动中成了一股重要的力量。

## 逐渐壮大
1969年后，政府设立了几间新的大学，这个发展协助扩大和加强学生运动的影响力。这几间新的大学是理科大学，国民大学，农业大学和工艺大学。大学的增加意味着大学生人数的增加。同时，有更多来自农村和贫穷家庭的学生有机会进入大学。这些来自贫穷阶级的学生，在60年代末、70年代初马来西亚学生运动的全盛时期中扮演着重要的角色。
1969年，马来西亚的学生运动已经形成一股壮观的社会动员力量，开始足以对当时马来西亚的既存政治、社会及经济秩序，产生莫大的压力。在同一年直落昂（Telok Gong）农耕地事件，农民们面对贫困及农耕地不足的问题时，成千上万的大专生即刻走出校园，声援当地农民要求政府解决问题。

## 受到管制逐渐消失
面对日益蓬勃的学生运动，马来西亚当时的执政联盟——由国民阵线（国阵）组成的政府感受到了强大的压力。为了避免学生运动与民间社会运动进一步结合，达到颠覆既有社会体系，威胁国阵政权的地步，国阵政权决定诉诸制定严苛的法律来管制学生运动。
马来西亚教育部着手草拟并由国阵牢牢控制的国会在1971年通过了《1971年大专法令》，然而《1971年大专法令》并无法有效的阻遏大专生动员参与民间弱势群体的诉求。1973年发生的打昔乌达拉（Tasik Utara）非法木屋区被政府强行拆除事件，以及1974年华玲农民饥饿（Baling）事件，大专生还是走出校园声援被迫害的一群。正因如此，当时的政府再次修改《大专法令》，加入更多更严苛的条文来限制大专生的结社自由及言论自由。
从1975年至1998年，马来西亚学生运动逐渐销声匿迹。

## 相关资料
- 哈山．卡林 (1980). 一九六七 -- 一九七四 马来西亚学生运动。 策略资讯研究中心
- 江伟俊.(2005).若无大学精神 废大专法令也枉然. http://www.merdekareview.com/news_view.asp?id=767[永久]
- 吴仲顺. (2005).大专法令：废除或修改？ http://chongsoon.blogspot.com/2005/12/blog-post_13.html